# Loisey-Culey
Loisey-Culey – miejscowość i gmina we Francji, w regionie Grand Est, w departamencie Moza.
Według danych na rok 1990 gminę zamieszkiwały 404 osoby, a gęstość zaludnienia wynosiła 17 osób/km² (wśród 2335 gmin Lotaryngii Loisey-Culey plasuje się na 660. miejscu pod względem liczby ludności, natomiast pod względem powierzchni na miejscu 119.).